# Stefan Danadżiew
Stefan Iwanow Danadżiew (bułg. Стефан Иванов Данаджиев, ur. 15 listopada 1866 w Eski Dżumaja, zm. 22 lipca 1943 w Sofii) – bułgarski lekarz psychiatra i neurolog, jeden z pionierów bułgarskiej psychiatrii. Ukończył studia medyczne na Uniwersytecie Wiedeńskim w 1893 roku. Był członkiem Bułgarskiego Towarzystwa Literackiego, autorem szeregu monografii, dotyczących głównie psychiatrii sądowej.

## Wybrane prace
- Върху неврастенията – нервна слабост, 1896
- Психиатричното дело у нас и неговото уреждане, 1908
- Невменяемостта в нашия наказателен закон, 1922
- За афекта. Раздразненото състояние в углавния процес, 1927
- Принципите на психическата хигиена, 1935
- Психопатични личности, 1941